# Амурские тигрицы
«Амурские тигрицы» — российский женский волейбольный клуб из Хабаровска.

## История
Женский волейбольный клуб «Амурские Тигрицы» (Хабаровск) образован в мае 2023 года. В том же году команда клуба победила в розыгрыше Кубка Сибири и Дальнего Востока, а затем стартовала в чемпионате России среди команд высшей лиги «Б», где уверенно заняла 1-е место (35 побед в 38 проведённых матчах) и вышла в высшую лигу «А».

## Результаты в чемпионатах России
| Сезон   | Лига          | Место |
| ------- | ------------- | ----- |
| 2023/24 | Высшая лига Б | 1     |
| 2024/25 | Высшая лига А | 8     |

## Волейбольный клуб «Амурские тигрицы»
ВК «Амурские тигрицы» включает в себя две команды — «Амурские тигрицы» (высшая лига «А») и «Амурские тигрицы»-ДВГАФК (высшая лига «Б»).
Директор клуба — Вячеслав Тележук.

## Арена
Домашней ареной команды является Универсальный краевой спортивный комплекс (УКСК). Открыт в 1956 году и назывался Ледовый дворец Хабаровска. Служил домашней площадкой хоккейной команды СКА/«Амур». После переезда в 2003 году ХК «Амур» во вновь построенную «Платинум Арену» дворец подвергся реконструкции. Вместимость трибун игрового зала — 1670 зрителей. Адрес УКСК в Хабаровске: Амурский бульвар, 1А.

## Сезон 2024—2025

### Состав
| №  | Имя, фамилия        | Год рождения | Рост | Амплуа      | Гражданство |
| -- | ------------------- | ------------ | ---- | ----------- | ----------- |
| 1  | Виктория Кошман     | 2005         | 173  | либеро      | Россия      |
| 5  | Александра Глигорич | 1995         | 187  | центральная | Сербия      |
| 6  | Валентина Бачинина  | 2000         | 187  | нападающая  | Россия      |
| 8  | Вероника Стасилевич | 2002         | 185  | нападающая  | Россия      |
| 9  | Александра Домолего | 2006         | 184  | нападающая  | Россия      |
| 10 | Ирина Филистович    | 2001         | 188  | связующая   | Беларусь    |
| 11 | Ирина Лобанова      | 2002         | 182  | связующая   | Россия      |
| 13 | Анастасия Щурина    | 1995         | 186  | нападающая  | Россия      |
| 14 | Дарья Железко       | 2003         | 160  | либеро      | Россия      |
| 15 | Анастасия Грачёва   | 2004         | 181  | нападающая  | Россия      |
| 16 | Анастасия Акимова   | 2004         | 188  | нападающая  | Россия      |
| 17 | Виктория Аникеева   | 2001         | 188  | нападающая  | Россия      |
| 18 | Евгения Басакова    | 1999         | 186  | центральная | Россия      |
| 19 | Варвара Нарзяева    | 2005         | 187  | центральная | Россия      |
| 22 | Ольга Захарова      | 2002         | 204  | нападающая  | Россия      |
| 24 | Екатерина Булатова  | 1994         | 184  | центральная | Россия      |

- Главный тренер — Александр Щурин.
- Старший тренер — Константин Приходько.
- Тренер — Алла Юхнова.
- Тренер-статистик — Юрий Петров.